# Michael Keogh
Pour les articles homonymes, voir Keogh (homonymie).
Michael Keogh est un soldat irlandais qui a servi a combattu du côté britannique et du côté allemand durant la Première Guerre mondiale. Il est connu comme « l’homme qui a sauvé Hitler »,,.

## Jeunesse
Michael Patrick Keogh naît en 1891. Il est le fils de Laurence Keogh, policier de la police royale irlandaise à Tullow, dans le comté de Carlow. Certains de ses ancêtres ont participé à la rébellion de 1798 dans le comté de Wexford. Son grand-père, Mathew Keogh, a dirigé la résistance de 1887 contre les expulsions de Coolgreany, également dans le comté de Wexford. Son grand-oncle, Myles Keogh, était le commandant en second du colonel Custer, décédé avec ce dernier lors de la bataille de Little Bighorn. Michael Keogh vit à Tullow où, à l’âge de 14 ans, il obtient une bourse du conseil de comté pour rejoindre l’école du séminaire du monastère Saint-Patrick de Mountrath, dans le comté de Laois. Il adhère à la branche O’Growney de la Ligue gaélique de Tullow de 1903 à 1906 et participe à des compétitions de chant et de danse. 
Keogh émigre à New York en 1907 où il vit avec sa tante, Mary Keogh. Il rejoint la Garde nationale des États-Unis. Il rejoint le Clan na Gael à New York au sein duquel il se noue d’amitié avec Roger Casement. Keogh prétend avoir obtenu en 1909 un diplôme d’ingénieur de l’Université Columbia, mais il n’existe aucune trace le prouvant. Keogh passe 10 mois à se battre lors de la Bandit War (en) durant la guerre contre la guérilla mexicaine à la frontière texane en 1910. Blessé par balle à l’abdomen, il doit quitter l’armée. Il travaille sur le chantier du canal de Panama, possiblement comme ingénieur, jusqu’en 1913, année de son retour en Irlande. Il y rejoint le Royal Irish Regiment (en) ; il a affirmé par la suite l’avoir fait pour enrôler des soldats irlandais dans l’armée républicaine. Keogh est reconnu coupable de sédition en 1914 à la suite d’un incident au camp de Curragh impliquant des officiers britanniques refusant de se battre contre les syndicalistes d’Ulster. Il purge 28 jours de prison.

## Première Guerre mondiale
Keogh est déployé avec le Régiment royal irlandais en France lors du déclenchement de la Première Guerre mondiale. Pour récompenser son action lors de la retraite de Mons, il reçoit la 1914 Star. Il est capturé par les Allemands et envoyé en tant que prisonnier de guerre au camp de Sennelager, en Westphalie. Keogh reprend contact à ce moment-là avec Casement, venu en Allemagne pour constituer une brigade irlandaise avec les prisonniers de guerre irlandais dans le but de libérer l’Irlande. Keogh dirige la campagne de recrutement. L’objectif des 1 500 prisonniers recrutés n’est pas atteint : au début de 1915, le désormais sergent major Keogh n’a recruté que 56 hommes pour la brigade,. Sur proposition de Casement, ces hommes sont transférés dans le camp de Zossen, plus confortable, au sud de Berlin, bien qu’en raison de l’insuccès de la campagne de recrutement pour la brigade, les Irlandais ne bénéficient pas d’un traitement de faveur. La brigade prend fin avec l’arrestation et l’exécution de Casement en 1916. 
En 1916, Keogh dirige un groupe d’Irlandais pour installer un dépôt d’essence à Dirschau en Prusse-Occidentale. Ce groupe est probablement issu de la brigade irlandaise. Keogh rejoint l’armée allemande impériale en 1918 et reçoit la Croix d’honneur pour son action lors de l’offensive du Printemps de l’armée allemande sur le front occidental. Il est placé à la tête de la compagnie de mitrailleuses de la 16e division d’infanterie bavaroise à Ligny. À ce moment, Keogh affirme avoir rencontré brièvement le caporal Adolf Hitler. Keogh a affirmé l’avoir rencontré alors qu’Hitler reposait sur une civière après une blessure à l’aine. Adolf Hitler aurait affirmé, toujours selon ce qu’a rapporté Keogh, que cette blessure l’aurait « rendu inapte à devenir père ». 
Keogh contracte la grippe espagnole vers la fin de la guerre. Après sa guérison, il rejoint un Corps franc opérant à Munich. À peu près à la même époque, Keogh rencontre et épouse Annamarie Von Seuffert. Il fait partie des 30 000 combattants des corps francs qui brisent la révolution marxiste d’inspiration bolchevique à Munich en février 1919. Il reçoit une Dague d’honneur Siegfried, avec une dédicace personnelle de l’officier en second Ernst Röhm. Au cours de son service dans l’armée allemande, Keogh reçoit également un insigne des blessés allemand,. 
Dans les semaines qui suivent cette bataille, Keogh devient l’officier en service dans une caserne de la Turken Strasse. Il est en poste quand, selon ce qu’il a rapporté, la nouvelle lui parvint qu’une émeute a éclaté dans le gymnase de la caserne après une allocution de deux orateurs de droite. 200 soldats avaient attaqué Hitler et son camarade et d'autres soldats qui les soutenaient. Keogh stoppe l’émeute avec l’aide d’un sergent et de six soldats. Keogh a évoqué ce passage dans ses mémoires : « Le type à moustache a rapidement donné son nom : Adolf Hitler. C’était le lance-caporal de Ligny. Je ne l’aurais pas reconnu. Il avait été hospitalisé pendant cinq mois à Pasewalk, en Poméranie. Il était maigre et émacié à cause de ses blessures »,. 
Le service de Keogh dans l’armée allemande prend fin en septembre 1919. Il rentre alors en Irlande. Il participe à la contrebande de fusils Mauser depuis Hambourg jusqu’en Irlande et rencontre Michael Collins, Arthur Griffith et Erskine Childers. Il participe aux entraînements des Républicains. Il se trouve dans un groupe attaqué par des militaires des Black and Tans au mont Leinster. Après la signature de la trêve qui met fin à la guerre civile irlandaise, Keogh retourne en Allemagne pour chercher sa femme et ses enfants et les ramener en Irlande, avant de devenir ingénieur dans l’ armée de l’État libre,. 

## Les dernières années
La famille Keogh revient vivre à Berlin de 1930 à 1936. Keogh est alors employé comme ingénieur dans le métro. Il assiste à l’un des rassemblements de Nuremberg en août 1930 et déclare qu’Hitler « n’a désormais plus besoin d’une salle de garde pour sa sécurité ». Il travailla comme interprète durant les Jeux olympiques de Berlin en 1936, parlant couramment l’allemand et l’anglais. Au moment de l’accession au pouvoir du parti national-socialiste, Keogh craint pour lui et sa famille, car il connaissant de nombreuses victimes de la Nuit des Longs Couteaux. Ils reviennent alors en Irlande. 
À son retour, il travaille à la centrale thermique de Poolbeg à Dublin et dans une usine de betterave à sucre de Carlow. Il meurt à l’hôpital Connolly de Blanchardstown en septembre 1964,.

## Mémoires
L’histoire de Keogh a été mise au jour après la redécouverte de ses mémoires, sur lesquelles il travaillait au moment de sa mort. Il avait apporté le manuscrit avec lui à l’hôpital et le gardait sous son oreiller. Son fils déclare avoir trouvé son père dans un état de détresse deux jours avant sa mort. Il affirmait que ses papiers avaient disparu. Une infirmière précisa que le seul autre visiteur avait été un « prêtre » et Keogh supposait que c’était cet homme qui avait volé son manuscrit. 
Ses mémoires ont été redécouvertes par le petit-fils de Keogh en 2005 après avoir trouvé une référence dans les fonds du département d’histoire de l’University College de Dublin. Les papiers se trouvaient joints à ceux donnés à l’organisme par un ancien chef d’état-major de l’armée républicaine irlandaise, Moss Twomey. Personne ne sait comment les papiers sont parvenus à Twomey. Certains écrits de Keogh, couvrant les périodes de 1920 à 1964, sont manquants,,. 
Des historiens se montrent critiques à l’égard des mémoires de Keogh, notamment sur son rôle dans la brigade irlandaise, et mettent en doute certaines de ses affirmations. Le directeur du Bureau d’histoire militaire, dans sa préface à la déclaration de Keogh, précise ainsi : « ses prétentions quant à sa propre importance, qu’il met en avant à chaque occasion, sont considérées par ceux qui ont pris officiellement contact avec lui comme étant grossièrement exagérées et absolument pas fiables. Se présentant lui-même au début comme un sous-officier de la brigade, ses dernières lettres à la presse indiquent qu’il se prétendaient alors capitaine et aide de camp de Roger Casement ». 